# الأخبار الطبية اليوم (موقع)
الأخبار الطبية اليوم؛ (بالإنجليزية: Medical News Today)‏هو منفذ على شبكة الإنترنت للمعلومات والأخبار الطبية، يستهدف كل من عامّة النّاس والأطباء. كل المحتوى المنشور متاح على الإنترنت (أكثر من 250.000 مقالة اعتبارًا من يناير 2014)، وأقدم مقالة متاحة تعود إلى شهر مايو 2003. تأسّس الموقع في عام 2003 على يد أليستر هازل وكريستيان نوردكفيست. تمّ الاستحواذ عليها من قبل شركة هيلث لاين ميديا في أبريل 2016.
يقع المكتب التّجاري للموقع في برايتون، شرق ساسكس، ويوجد مكتب ثانٍ بالقرب من مانشستر. اعتبارًا من شهر سبتمبر 2019 كان ثالث أكثر المواقع الصّحية زيارة في الولايات المتّحدة. اعتبارًا من أكتوبر 2019، حصل الموقع على تصنيف عالمي حسب ألكسا قدره 869 وتصنيف الولايات المتّحدة.

## روابط خارجية
- الموقع الرسمي
- Kay Cunningham (26 سبتمبر 2005). "Health and Medical News on the Web: Comparing the Results of News-Providing Web Resources". Medical Reference Services Quarterly. ج. 24 ع. 4: 17–40. DOI:10.1300/J115v24n04_02. ISSN:0276-3869. PMID:16203699. مؤرشف من الأصل في 2023-02-17. اطلع عليه بتاريخ 2009-01-13.